# Tepličky
Tepličky, do roku 1948 Fornosek, jsou obec v okrese Hlohovec v Trnavském kraji na západním Slovensku.

## Historie
V historických záznamech je obec poprvé zmiňována v roce 1113.

## Geografie
Obec leží v nadmořské výšce 210 m na ploše 5,675 km2. Má asi 275 obyvatel.